# جيمس سانت جيمس
جيمس سانت جيمس (بالإنجليزية: James St. James)‏ هو كاتب أمريكي، ولد في 1 أغسطس 1966 في ميشيغان في الولايات المتحدة.

## روابط خارجية
- جيمس سانت جيمس على موقع IMDb (الإنجليزية)
- جيمس سانت جيمس على موقع قاعدة بيانات الفيلم (الإنجليزية)